# Abu'l-Wafa
Abu'l-Wafa, též Abul Wafa, Abul Wefa, plným jménem Muḥammad ibn Muḥammad ibn Yaḥyā ibn Ismāʿīl ibn al-ʿAbbās al-Būzjānī, persky ابوالوفا بوزجانی nebo بوژگانی (10. červen 940, Buzgan - 15. červenec 998, Bagdád) byl perský astronom a matematik narozený na území dnešního Íránu, který po většinu života působil na území dnešního Iráku. Jeden z klíčových představitelů tzv. Zlatého věku islámu. Zásadním způsobem rozvinul poznání trigonometrie. Jako jeden z prvních se zabýval systematicky goniometrickými rovnicemi.
Pracoval v soukromé observatoři v Bagdádu, kde změřil výstřednost ekliptiku Země, délku ročních období a zeměpisnou šířku města. Spolupracoval s astronomy v Khwarezmu (nyní v Uzbekistánu) - aby určili přesnou vzdálenost obou měst, současně pozorovali zatmění Měsíce.
Ve svých pracích využil všech šest goniometrických funkcí a vypočítal pro ně tabulky. Objevil novou metodu výpočtu funkce sinus s přesností na osm desetinných míst. Revoluční bylo, že se zaobíral sinem ve vztahu k tětivám kružnice. Tyto své objevy zveřejnil v díle Almagest (tedy pod názvem jedné z knih Klaudia Ptolemaia). Jeho výpočty byly přibližně šestkrát přesnější než Prolemaiovy.
Přeložil a okomentoval práce starých řeckých matematiků Euklida a Diofanta z Alexandrie a také arabského matematika Al-Khwarizmiho.
Napsal též dvě popularizační knihy Kitāb fī mā yaḥtaj ilayhi al-kuttāb wa‘l-ʿummāl min ʿilm al-ḥisāb ("Kniha o tom, co je nezbytné z aritmetiky pro písaře a obchodníky") a Kitab Fī mā yaḥtaj ilayhi al-ṣāni' min al-a'māl al-handasiyya ("Kniha o tom, co je z geometrickým konstrukcí nezbytné pro řemeslníka").